# سیارک ۲۳۲۲۰
سیارک ۲۳۲۲۰ (به انگلیسی: 23220 Yalemichaels، نامگذاری:2000VO28) بیست و سه هزار و دویست و بیستمین سیارک کشف شده‌است که در ۱ نوامبر ۲۰۰۰ کشف شد.
قدر مطلق سیارک برابر ۱۳.۵ است.